# Milorad Stanulov
Milorad Stanulov (Zrenjanin, 20 febbraio 1953) è un ex canottiere serbo, fino al 1992 jugoslavo.

## Palmarès

### Olimpiadi
- 2 medaglie:
  - 1 argento (Mosca 1980 nel due di coppia)
  - 1 bronzo (Los Angeles 1984 nel due di coppia)

### Mondiali
- 1 medaglia:
  - 1 bronzo (Hamilton 1978 nel singolo)